# اندیس آنومالی سرچی
آنومالی سرچی یک اندیس فلزی است که در حوالی شهر کامیاران استان کرمانشاه قرار دارد و مادهٔ معدنی موجود در آن، طلا است.  